# 源次郎岳
源次郎岳（げんじろうだけ）は、山梨県甲州市にある山である。標高は1,476.6メートル。山梨百名山の一つ。

## 概要
大菩薩嶺から日川をはさみ、東側に大菩薩連嶺（小金沢連嶺）、西側に日川尾根があり、この尾根の中心となる山である。
山名の由来は、木曾義仲の乳母父である中原兼遠の従臣、岩竹源次郎が源頼朝の手勢に追い詰められ、山頂の南西側の枡岩と呼ばれる大きな岩の上で自害したという伝説がある。

## 主な登山コース
- JR中央本線甲斐大和駅から。

甲斐大和駅から登山口までタクシーを利用。嵯峨塩鉱泉付近からいくつかの登山コースがある。